# Jubelvår
Jubelvår är en roman från 1955 av den svenske författaren Jan Myrdal. Romanen är en satir över det växande svenska folkhemmet. Den finns också utgiven tillsammans med Myrdals roman Badrumskranen (1957) som Två folkhemsromaner (1968).
| ” | Alla offentliga handlingar var tillgängliga för allmänheten, med undantag av de hemligstämplade. Dessas antal var hemligstämplat. Det hade också föreslagits att man skulle hemligstämpla hemligstämpeln. Alla var lika inför lagen och det ryktades att man kunde lära sig tyda den på tio år. All rättskipning var öppen för offentligheten, naturligtvis med undantag för den som hölls inför lyckta dörrar eller skedde på administrativ väg. | „ |

Händelserna utspelar sig i den idylliska staden Ljungvik. "Nu skall den fira jubileum. Den komplicerade intrigen har för all del gamla litterära anor, men Myrdal leker glatt och suveränt med de ironiska greppen". 